# Goncága

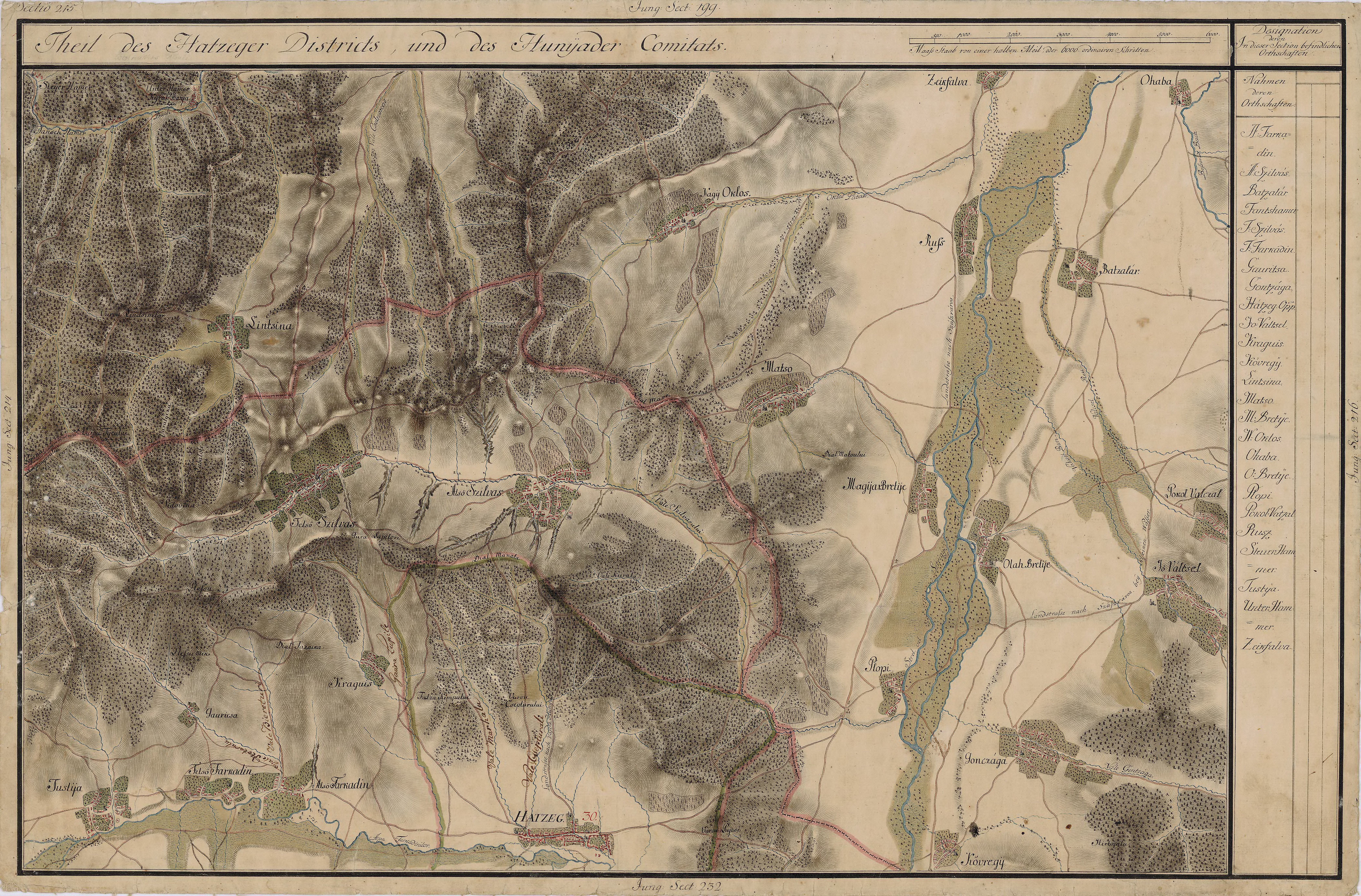
Goncága egy régi térképen

Goncága románul: Gânțaga, település Romániában, Erdélyben, Hunyad megyében.

## Fekvése
Hátszegtől északkeletre fekvő település.

## Története
Goncága, Gancága nevét 1426-ban említette először oklevél Ganchaga néven. 1511-ben p. Ganczaga, 1733-ban Gonczága, 1750-ben Genczaga, 1805-ben Gontzága, 1808-ban Gonczága ~ Genczága, Gensaga, Ginsul, 1861-ben Gonszága, 1913-ban Goncága néven írták.
1511-ben a Ganczágai, Brettyei, Oláhbretktyei Pogány, Ellyőfalvi Erdélyi, Kolnonityi, Kolnonityi Horvát, Barcsai, Márgai, Szacsali ~ Szecseli és más családok voltak birtokosai.
A trianoni békeszerződés előtt Hunyad vármegye Hátszegi járásához tartozott. 1910-ben 478 lakosából 458 román, 20 magyar volt. Ebből 459 görögkeleti ortodox, 8 római katolikus, 7 református volt.